# Ernst Bloch (Offizier)
Ernst Ferdinand Benjamin Bloch (* 1. Mai 1898 in Charlottenburg bei Berlin; † 30. April 1945 in Berlin-Wannsee) war ein deutscher Offizier, zuletzt Oberst der Wehrmacht, und ein Spion im Dienste des nationalsozialistischen Deutschen Reiches.

## Leben
Ernst Bloch wurde in Charlottenburg als Kind des jüdischen Arztes Dr. Oskar Bloch geboren. In der Familie wurde das Judentum nicht praktiziert und Ernst Bloch konvertierte zum Christentum. Trotzdem galt er zeitlebens als jüdischer Mischling.
Mit 16 Jahren trat er, bei mehreren Regimentern aufgrund seines Alters abgewiesen, beim Infanterie-Regiment 132 (Straßburg) in die deutsche Armee ein und kämpfte im Ersten Weltkrieg an der Westfront. Dort wurde er 1915 bei der Schlacht um Ypern schwer verwundet und behielt entstellende Gesichtszüge, überlebte aber wie durch ein Wunder, sodass er an der Schlacht um Verdun und Somme, der Herbstschlacht in der Champagne und 1918 in Flandern kämpfte.
Zum Ende des Krieges hatte er u. a. beide Klassen des Eisernen Kreuzes verliehen bekommen. Er schloss ein Studium der Staatswissenschaften mit der Promotion ab.
Nach dem Krieg blieb er in der Armee. Durch die Unterstützung von Wilhelm Canaris erteilte Hitler ihm Ende 1935 die Genehmigung zur Aufnahme in die Abwehr. Sein Einsatz war beim Wirtschaftlichen Nachrichtendienst im OKW (Abw I wi) unter Hans Piekenbrock. Später wurde er Leiter der Abteilung Wirtschaftsspionage. Ihm unterstand z. B. Arthur Ehrhardt.
Im Rahmen der Abwehr von Fabrikspionage existierte bereits seit 1921 eine eigene Abteilung der Abwehr bei der I.G. Farben. Über diese Abteilung gelangte Bloch in den Kontakt mit Mitarbeitern der I.G. Farben. Ab 1936 wurden durch Canaris, Piepenbrock und Bloch weitreichende Zusammenarbeiten mit den Vertretern der I.G. Farben u. a. Max Ilgner, Christian Schneider und Erich von der Heyde, dem Abwehrbeauftragten in Berlin, vereinbart. Diese sah u. a. durch Bloch gewünscht die Unterstützung der I.G. Farben bei der Tarnung von Agenten im Ausland vor. Ernst Bloch war mit Max Hahn befreundet und hatte bereits seit 1933 darüber Kontakt zu Max Illgner, welcher 1947 im IG-Farben-Prozess über Bloch zu Protokoll gab, dass dieser gesagt hatte, „dass man nur eine Generalsgruppe benötige, um die ganze Gesellschaft Hitler und Konsorten zu beseitigen.“ Genauso wie Illgner wurde auch Tilo von Wilmowsky von Bloch in seiner Funktion in der Abwehr gedeckt. Über seine Tätigkeit bei der I. G. Farben stand er auch in Kontakt mit dem „Vierteljuden“ Wilhelm von Flügge, welcher durch seine Auslandsaufenthalte und seine Auslandskenntnisse interessant für die Abwehr war.
Mitte 1938 erhielt er das Ritterkreuz des Königlich Ungarischen Verdienstordens. Bloch nahm am Überfall auf Polen teil und erhielt aufgrund seiner Loyalität und der Unterstützung von Canaris im gleichen Jahr durch Hitler die Deutschblütigkeitserklärung.
Im Zuge einer Entspannungspolitik mit den USA basierend auf dem Intergovernmental Committee on Refugees wurde Ende 1939 u. a. durch die Abwehr entschieden, Joseph Isaac Schneersohn zur Flucht nach Amerika zu verhelfen. Schneersohn und seine Angehörigen waren nach dem Überfall auf Polen im Warschauer Ghetto eingeschlossen. Der Leiter der Abwehr, Wilhelm Canaris, ernannte Major Bloch zum Verantwortlichen für die Fluchtaktion. Bloch bestimmte zwei andere jüdischstämmige Soldaten aus der Abwehr und diese fuhren unverzüglich nach Warschau. Bloch hatte erst erhebliche Schwierigkeiten, auch bedingt durch die chaotischen Zustände, nach dem deutschen Einmarsch in Polen im Warschauer Ghetto den misstrauischen Schneersohn ausfindig zu machen, konnte dann aber über Telegramme und durch Hinweise aus den USA Mitte Dezember 1939 Kontakt aufnehmen. So konnten über 20 Personen durch die von Bloch geführte Gruppe im Zug von Warschau nach Berlin gebracht werden. Während dieser Reise musste Bloch einiges schauspielerisches Geschick unter Zurschaustellung seiner Kriegsauszeichnungen aufbringen, um die Kontrollen und Straßensperren unbeschadet zu überwinden. In Berlin übergab er die Gruppe an die litauische Botschaft. Kurze Zeit später begleitete Bloch die Gruppe noch bis zur lettischen Grenze.
Im April 1943 meldete er sich, 1940 zum Oberstleutnant befördert und bereits mehrfach aufgrund seines Alters zum Fronteinsatz zurückgewiesen, getrieben von den ansteigenden Schwierigkeiten aufgrund seiner jüdischen Herkunft und den Untersuchungen bei der Abwehr durch die Gestapo freiwillig für die russische Ostfront. Dort wurde er erst als Kommandant eines im rückwärtigen Gebiets agierenden Bataillons in der Nähe von Kiew eingesetzt. Ab November 1943 war er Kommandant des Sicherungs-Regiments 177 der 213. Sicherungs-Division, seit August 1944 aufgrund des RDA zum Oberst befördert worden.
Im Oktober 1944 tauchte sein Name auf einer Liste von aktiven Offizieren, welche selbst oder ihre Ehefrauen von Hitler vor dem Attentat auf ihn als deutschblütig erklärt wurden. Obwohl er seinerzeit trotz teilweise jüdischer Herkunft eine Deutschblütigkeitserklärung (als sogenannter Ehrenarier) erhalten hatte, folgte auf Himmlers Befehl hin seine Abberufung von seinem Kommando, „damit er dem Arbeitseinsatz zugeführt werden kann“. Es folgte seine Versetzung in die Führerreserve. Ende Januar 1945 wurde er ganz aus der Wehrmacht entlassen und direkt anschließend zum Volkssturm eingezogen. Er fiel beim Kampf um Berlin im April 1945.
2009 beantragte Chabad die Aufnahme von Bloch, gemeinsam mit Canaris, als Gerechter unter den Völkern. Die Aufnahme ist weiterhin offen (Stand: 2019).